# معاملة المثليين في مالاوي
يواجه الأشخاص من المثليين والمثليات ومزدوجي التوجه الجنسي والمتحولين جنسياً (اختصاراً: مجتمع الميم) في مالاوي تحديات قانونية واجتماعية لا يواجهها غيرهم من المغايرين جنسيا. يعد النشاط الجنسي المثلي بين الذكور وبين الإناث غير قانوني في مالاوي، ويواجه الأشخاص من مجتمع المثليين وصمة عار بين السكان. كما أن المنازل التي يعيش فيها الشركاء المثليون غير مؤهلة للحصول على نفس الحماية القانونية المتاحة للأزواج المغايرين، مع وجود عدة تقارير تتحدث عن مستوى عالي من التمييز والانتهاكات ضد مجتمع المثليين.
يحظر قانون العقوبات «المعرفة الجسدية ضد نظام الطبيعة»، ومحاولات ارتكاب «المعرفة الجسدية ضد نظام الطبيعة»، وأعمال «الفحش الجسيم». ومع ذلك، في نوفمبر 2012، علقت الرئيسة جويس باندا جميع القوانين التي تجرم المثلية الجنسية. في يوليو 2014، أعلن وزير العدل أن ملاوي لن تعتقل أشخاصًا بسبب النشاط الجنسي المثلي ومراجعة قوانينها المعادية للمثليين.
في أواخر ديسمبر/كانون الأول 2009، قُبض على امرأة متحولة، هي تيونغي تشيمبالانغا، ورجل يدعى ستيفن مونيزا، بعد أن أقاموا حفل «خطوبة» تقليدي. في 18 مايو 2010، أدينوا بارتكاب «جرائم غير طبيعية» و «ممارسات غير لائقة بين الرجال». في 29 مايو 2010، أصدر الرئيس بينغو وا موثاريكا عفواً عن كلاهما.

## قانونية النشاط الجنسي المثلي

### النظام الأساسي
ينص قانون العقوبات في ملاوي على:

القسم 137أ. الممارسات غير اللائقة بين الإناث. أي شخص أنثى، سواء في القطاع العام أو الخاص، يرتكب أي فعل بذيء جسيم مع شخص أنثى آخر، أو يحث امرأة أخرى على ارتكاب أي فعل بذيء جسيم معها، أو يحاول القيام بارتكاب أي فعل من هذا القبيل من قبل أي أنثى يكون الشخص أو الامرأة أخرى، سواء في القطاع العام أو الخاص، مذنباً بارتكاب جرم ويكون عرضة للسجن لمدة خمس سنوات.
القسم 153. الجرائم غير الطبيعية. أي شخص -
(أ) لديه معرفة جسدية من أي شخص ضد نظام الطبيعة؛ أو
(ج) يسمح للشخص الذكر أن يكون لديه علم جسدي به أو بها ضد نظام الطبيعة،
يكون مذنبا بجناية ويكون عرضة للسجن لمدة أربعة عشر عاما، بعقوبة بدنية أو بدونها.
القسم 154. محاولة ارتكاب جرائم غير طبيعية. أي شخص يحاول ارتكاب أي من الجرائم المحددة في المادة السابقة يكون مذنبا بارتكاب جناية ويكون عرضة للسجن لمدة سبع سنوات، بعقوبة بدنية أو بدونها.
القسم 156. الممارسات غير اللائقة بين الرجال. أي شخص من الذكور، سواء في القطاع العام أو الخاص، يرتكب أي فعل جسيم مع شخص ذكر آخر، أو يحث شخصًا آخر من الذكور على ارتكاب أي فعل جسيم معه، أو يحاول ارتكاب أي فعل من هذا القبيل من قبل أي ذكر. يكون الشخص نفسه أو مع شخص ذكر، سواء أكان عامًا أو خاصًا، مذنباً بجناية ويكون عرضة للسجن لمدة خمس سنوات، بعقوبة بدنية أو بدونها [بموجب المادة 28 من قانون العقوبات].
ذكرت وسائل الإعلام الإخبارية في ديسمبر 2011 أن هذه القوانين قد أرسلت إلى لجنة قانون ملاوي لمراجعتها، نقلاً عن إفرايم شومي، وزير العدل في مالاوي. ومع ذلك، وجد وفد رفيع المستوى من الخبراء القانونيين عن معهد حقوق الإنسان التابع لنقابة المحامين الدولية في يناير 2012 أن لجنة قانون ملاوي لم يطلب منها، في الواقع، مراجعة هذه القوانين.
في 18 مايو 2012، أعلنت الرئيسة جويس باندا عزمها على إلغاء القوانين التي تجرم النشاط الجنسي المثلي. في 5 نوفمبر، علقت الحكومة المالاوية جميع القوانين التي تجرم المثلية الجنسية. أمر المدعي العام ووزير العدل رالف كاسامبارا الشرطة بعدم اعتقال المثليين، في انتظار مراجعة من الجمعية الوطنية.
بعد ثلاثة أيام، عكس كلامه قائلاً: «لم يكن هناك مثل هذا الإعلان ولم يكن هناك نقاش حول زواج المثليين». جادلت جمعية القانون مالاوي بأنه من غير الدستوري للوزراء تعليق أي قانون بشكل تعسفي وسيشكل سابقة خطيرة في المستقبل. كان الزعماء الدينيون يعارضون بشدة التعليق.
في نوفمبر 2013، أعلنت المحكمة العليا في ملاوي عزمها على مراجعة دستورية القانون. تم تحديد موعد الجلسة في 2 ديسمبر 2015 ولكن وحتى 2019، لم يتم التوصل إلى قرار.

### دستور مالاوي
لا يحظر دستور مالاوي بالتحديد التمييز على أساس التوجه الجنسي. ومع ذلك، جادل محامي حقوق الإنسان كريسبين سيباندي في عام 2010 بأن التمييز محظور بموجب المادة 20 من الدستور، التي تنص على أن «جميع الأشخاص، بموجب أي قانون، يضمنون حماية متساوية وفعالة ضد التمييز على أساس العرق أو اللون أو الجنس أو اللغة أو الدين أو الرأي السياسي أو غيره أو الجنسية أو الأصل الإثني أو الاجتماعي أو الإعاقة أو الممتلكات أو الميلاد أو أي وضع آخر.» لم يكن هناك حكم قانوني رسمي بهذا المعنى.

## الاعتراف القانوني بالعلاقات المثلية
في 17 أبريل 2015، دخل قانون الزواج والطلاق والعلاقات الأسرية حيز التنفيذ وحظر زواج المثليين والاتحادات المثلية. في حين تم الإشادة بالقانون لرفعه الحد الأدنى لسن زواج المغايرين من سن 16 إلى 18 عامًا، فقد تم إدانته في الوقت نفسه لاستبعاد الأزواج المثليين ولغته التي تنص على تحديد جنس الفرد عند الولادة. لا يسمح القانون الجديد للأشخاص الذين خضعوا لجراحة إعادة تحديد الجنس بالزواج من شخص من الجنس السابق لذلك الشخص، كما أنه يوجه مقارنات بين الجنس المثلي للاغتصاب والتحرش الجنسي.

## ظروف الحياة
في يوليو 2005، انتُخب القس نيك هندرسون من قبل أبرشية بحيرة مالاوي ليكون أحد أساقفتها، لكن الأعضاء المحافظين اعترضوا على الانتخابات. في ديسمبر/كانون الأول، ألغت الكنيسة الأنغليكانية في وسط إفريقيا انتخابه. وفقًا لرئيس الأساقفة برنارد مالانغو، الذي ترأس الرابطة، «لقد أثبت بفعالية أنه لم يكن بحسن نية - هذا ما قررته محكمة التأكيد.» وخلص الأساقفة إلى أن مشاركة هندرسون مع «الكنيسة الحديثة»، التي دعمت حقوق المثليين، جعلته «غير مناسب». تلا ذلك صراع دام أربع سنوات بين العلمانيين والكهنة لإلغاء قرار الكنيسة الأنغليكانية في وسط إفريقيا. تم تسوية الأمر في النهاية عندما طلب هندرسون من أنصاره الموافقة على انتخاب الموقر فرانسيس كاولاندا أسقفًا. كان كاولاندا أحد كهنة هندرسون في الدراسة السبتية.
في سبتمبر 2009، قالت ماري شوا، وزيرة التغذية وفيروس نقص المناعة البشرية والإيدز في مكتب الرئيس، إن مالاوي يجب أن تتيح للأشخاص المثليين الوصول إلى خدمات فيروس نقص المناعة البشرية والإيدز. وقالت: «هناك حاجة لدمج نهج حقوق الإنسان في تقديم خدمات فيروس نقص المناعة البشرية والإيدز للمجموعات التي تواجه خطره مثل الرجال الذين يمارسون الجنس مع الرجال إذا كان علينا مكافحة الإيدز».
في فبراير/شباط 2010، قُبض على بيتر صوالي لأنه وضع ملصقات على طريق مزدحم في بلانتير كتب عليها «حقوق المثليين هي حقوق الإنسان». تم اتهامه بسلوك من المحتمل أن يتسبب في خرق السلام. أدين بعد ذلك وحُكم عليه بتنظيف مباني محكمة بلانتير لمدة 60 يومًا.
في أبريل 2010، أدان الرئيس بينغو وا موثاريكا المثلية الجنسية. قال: «لابفهم المالاويون الثقافات العابرة الأخرى. إنهم يقولون إن على الرجل أن يتزوج من رجل. هذا شرير وسيء أمام أعين الرب. هناك بعض الأشياء التي لا نفهمها نحن الملاويين».
في يوليو/تموز 2011، ذُكر أن أوندول مواكاسونغولا، رئيس اللجنة الاستشارية لحقوق الإنسان، وغيفت ترابينس، المدير التنفيذي لمركز تنمية الأشخاص، اختفيا بعد تعرضهما للتهديد بالاعتقال بتهمة الخيانة. ونقل عن الرئيس موثاريكا قوله: «سوف أطاردكم في منازلكم. لن تختبئ، سأقتلكم، يا موزيوانسو. يجب أن تعود إلى آبائكم وأمهاتكم من الغرب، الذين أرسلوكم.» قبل شهرين، ادعى وزير العدل والشؤون الدستورية في ملاوي جورج تشابوندا، أن عمليات السحب الأخيرة للمساعدات الخارجية من قبل مختلف البلدان كانت بسبب مواكاسونغولا وترابينس. وقال: «إن البلاد تعاني بسبب سلوك بعض قادة المجتمع المدني. هؤلاء الناس ليسوا وطنيين. بعض المانحين سحبوا مساعداتهم والجميع يعانون».
وجد تقرير حقوق الإنسان الصادر عن وزارة الخارجية الأمريكية لعام 2011 أن:
تم إنشاء بيئة مواتية للتمييز على أساس التوجه الجنسي والحفاظ عليها من قبل كبار المسؤولين الحكوميين. في يوم السياحة العالمي في سبتمبر، قال وزير السياحة [دانييل ليويمبي] إنه ليس من المناسب للمواطنين أن يمارسوا النشاط الجنسي المثلي باعتباره «غير مالاوي للغاية». إن الفكرة الخاطئة القائلة بأن الدول المانحة الغربية تحجب المساعدات المالية ما لم تسمح الدولة بزواج المثليين تعزز بيئة رهاب المثلية. في أكتوبر [،] أعلن مجلس الكنائس في مالاوي أن البلاد بحاجة إلى المساعدة، ولا ينبغي معاقبة ملايين المواطنين الأبرياء لأن النشاط الجنسي المثلي محظور.

### إدانة جنائية والعفو اللاحق لشريكين مالاويين
في أواخر ديسمبر/كانون الأول 2009، قُبض على امرأة متحولة، هي تيونونغ تشيمبالانغا، ورجل يدعى ستيفن مونيزا، بعد عقد «تشنكهوسوي» "chinkhoswe" (حفل الخطوبة) ثم سجن كل منهما على حدة في مدينة بلانتير. نفى القاضي نياكواوا أوسيوسيوا فيما بعد الإفراج بكفالة، بزعم حمايتهم. «الجمهور هناك غاضب منهم.» 
في حكم صدر يوم 22 فبراير 2010، نفى رئيس المحكمة العليا لوفمور ج. مونلو طلب المدعى عليهم لعقد محكمة دستورية للحكم في دستورية المادتين 153 و 156 من قانون العقوبات. وكتب قائلاً: «من مجمل الوثائق المعروضة أمامي، توصلت إلى استنتاج مفاده أن الإجراءات الجنائية المعروضة على محكمة الصلح الرئيسية لا ترتبط بشكل واضح أو جوهري بتفسير أو تطبيق للدستور.»
في 18 مايو 2010، أُدين المتهمون بارتكاب «جرائم غير طبيعية» و «ممارسات غير لائقة بين الرجال» بموجب قانون العقوبات في مالاوي. فرض قاضي التحقيق أوسيوسياوا العقوبة القصوى البالغة 14 عامًا في السجن مع الأشغال الشاقة. قال: «سأعطيك جملة مخيفة حتى يحمي الجمهور من الناس مثلك حتى لا نميل إلى محاكاة هذا المثال الرهيب. نحن نجلس هنا لتمثيل مجتمع مالاوي، الذي لا أعتقد أنه جاهز في هذه المرحلة من الزمن لرؤية أبنائه يتزوجون من أبناء آخرين أو يقومون باحتفالات الخطوبة».
أدانت المنظمات الإقليمية لحقوق الإنسان المحاكمة والعقوبات، بما في ذلك تحالف حقوق الإنسان والإيدز في الجنوب الأفريقي، ومركز التقاضي في جنوب أفريقيا، ومركز تنمية الناس، ومركز حقوق الإنسان وإعادة التأهيل. بالإضافة إلى ذلك، ردت منظمات حقوق الإنسان الدولية مثل منظمة العفو الدولية واللجنة الدولية لحقوق المثليين والمثليات بإدانة ذلك، وكذلك فعلت الجهات المانحة والحكومات مثل الولايات المتحدة والمملكة المتحدة وألمانيا والنرويج وبنك التنمية الأفريقي والاتحاد الأوروبي والبنك الدولي.
ومع ذلك، نصح مجلس كنائس مالاوي (مجموعة تضم ما يصل إلى 22 كنيسة بروتستانتية) حكومة مالاوي بالإبقاء على القوانين التي تجرم الأفعال الجنسية المثلية وطالب المنظمات الدولية «باحترام القيم الثقافية والدينية لمالاوي والامتناع عن استخدام المساعدات وسيلة لإجبار البلاد على تقنين الأفعال الخاطئة مثل المثلية الجنسية باسم حقوق الإنسان».
حدد التحالف العالمي لصحة المرأة و«دينامكس» الجنس سجن تشيمبالنغا، على وجه الخصوص، باعتبارها قضية معاداة المتحولين جنسيا. انتقدت المجموعات التقارير الدولية للمحاكمة وحكم تشيمبالانغا لأن معظم وسائل الإعلام لم تبلغ عن هوية تشيمبالانغا في تغطيتها لقضية المساواة في الزواج للأزواج المثليين.
في 29 مايو 2010، عفا الرئيس بينغو وا موثاريكا عنهما خلال زيارة بان كي مون، الأمين العام للأمم المتحدة.
قام وفد رفيع المستوى من الخبراء القانونيين الذين عينهم معهد حقوق الإنسان التابع لنقابة المحامين الدولية ببعثة لتقصي الحقائق في مالاوي في يناير 2012. وقال بعض ممثلي الحكومة للوفد إن تشيمبالانغا ومونيغا لم يكونا مثليي الجنس وتم تمويلهما في الواقع من قبل المنظمات الدولية. ومع ذلك، لم يتمكن الوفد من تأكيد هذا.
سعى تشيمبالانغا في النهاية إلى الحصول على اللجوء في جنوب أفريقيا. تزوج مونجيزا من امرأة أخرى ثم تركها، متهما إياها بمحاولة الوصول إلى ماله. أصبح مجرمًا وقضى وقتًا في السجن، وذُكر أنه توفي لأسباب مجهولة في يوليو/تموز 2012.

## الضغط الدولي على مالاوي لإضفاء الشرعية على النشاط الجنسي المثلي

### التقارير والتوصيات الواردة في العهد الدولي الخاص بالحقوق المدنية والسياسية

#### الملاحظات الختامية المؤقتة للجنة الأمم المتحدة لحقوق الإنسان
أصبحت مالاوي طرفًا في العهد الدولي الخاص بالحقوق المدنية والسياسية في 22 ديسمبر 1993. بموجب المادة 40 من العهد، طُلب من مالاوي تقديم تقريرها الأولي بحلول 21 مارس 1995. وفشلت مالاوي في احترام التزاماتها لأكثر من 17 سنة، على الرغم من العديد من التذكيرات. قدمت لجنة الأمم المتحدة لحقوق الإنسان في يونيو 2012 «الملاحظات الختامية المؤقتة» في غياب تقرير مالاوي.
تشعر اللجنة بالقلق إزاء الادعاءات المتعلقة بحالات العنف المبلغ عنها والتمييز ضد الأشخاص الذين يمارسون علاقات مثلية في ... [مالاوي] ، فضلاً عن مزاعم التحريض على العنف ضدهم من جانب بعض المسؤولين العموميين والسلطات، على الرغم من المادة 20 من الدستور، الذي يضمن المساواة بين الأشخاص ويحظر التمييز. وتشعر اللجنة بالقلق أيضا إزاء المادتين 153 و 156 من قانون العقوبات، التي تجرم المثلية الجنسية، والتعديل الجديد لقانون العقوبات، البند 137أ، الذي يجرم أيضا العلاقات الجنسية المثلية بين النساء (المواد 2 و 3 و 26). [مالاوي] ... ينبغي لها تعديل قانون العقوبات لإلغاء تجريم المثلية الجنسية بين البالغين من كلا الجنسين، وتنظيم حملات توعية لتثقيف السكان حول هذه المسألة. [مالاوي] ... يجب أن تتخذ أيضًا الخطوات المناسبة لحماية الأشخاص الذين يشتركون في علاقات جنسية مثلية توافقية ضد التمييز والعنف على أساس توجههم الجنسي، وضمان امتناع الموظفين العموميين والسلطات العامة عن استخدام لغة قد تشجع على الكراهية والعنف ضدهم. وفي هذا الصدد، ينبغي [على مالاوي] ... محاكمة الأشخاص الذين يُزعم أنهم مسؤولون عن أعمال التمييز والعنف هذه، ومعاقبة المدانين.
في رد شفهي مقدم إلى مجلس حقوق الإنسان، قال وفد مالاوي،
أحالت حكومة ملاوي إلى اللجنة القانونية لمراجعة جميع التشريعات المشار إليها أعلاه. ستكون عملية المراجعة شاملة وتشاورية. لجنة قانون ملاوي هي هيئة مستقلة وتُنظر توصياتها بجدية في حكومة ملاوي.

#### التقرير الأولي لمالاوي
ذكرت مالاوي في تقريرها الأولي الذي طال انتظاره إلى مجلس حقوق الإنسان في 13 يوليو 2012،
من حيث التمييز على أساس التوجه الجنسي، فإن الغالبية العظمى من المجتمع لم تقبل المثلية الجنسية ولا تمارس المثلية الجنسية في العلن. ولذلك فمن غير المرجح أن يتم الإبلاغ عن حالات التمييز والعنف على أساس التوجه الجنسي. ... قامت الدولة بمقاضاة أفراد ... لمشاركتهم في أعمال جنسية مثليّة. على سبيل المثال، في القضية التي حظيت بتغطية إعلامية كبيرة في قضية الجمهورية ضد تيونغي تشيمبالانغا وستيفن مونجيزا (القضية الجنائية رقم 359 لعام 2009 محكمة الصلح) تمت محاكمة شخصين من الرجال وإدانتهما بجريمة ارتكاب ممارسات غير لائقة بين الرجال، لكن تم العفو عنهم فيما بعد وأُطلق سراحهم. ... على الرغم من النقاش الأخير حول المثلية الجنسية في مالاوي، لا يزال الإجماع العام قائمًا، أي أن غالبية المالاويين لا يدعمون المثلية الجنسية. من أجل أخذ آراء الأقليات في الاعتبار، تمت إحالة القوانين ذات الصلة التي تجرم هذه الممارسات إلى لجنة القانون لمراجعتها بشكل شامل.

### الاستعراض الدوري الشامل 2010-2011
أكملت لجنة الأمم المتحدة لحقوق الإنسان في مارس 2011 الاستعراض الدوري الشامل لحالة حقوق الإنسان في مالاوي.

#### التوصيات التي تقدمت بها الدول الغربية
خلال المراجعة، السويد،
أعربت عن قلقها إزاء التمييز القائم على أساس التوجه الجنسي. وأشارت السويد ألى تصديق مالاوي على العهد الدولي الخاص بالحقوق المدنية والسياسية فضلا عن المبدأ الأساسي لعدم التمييز، والتي ترتكز أيضا على الميثاق الأفريقي لحقوق الإنسان والشعوب، والإعلان العالمي لحقوق الإنسان.
أوصت السويد أن مالاوي،
بالوفاء بالتزاماتها بموجب القانون الدولي لحقوق الإنسان ومراجعة تشريعاتها الوطنية، على سبيل الاستعجال، لإزالة تجريم العلاقات الجنسية المثلية وحظر التمييز على أي أساس، بما في ذلك التوجه الجنسي.
أوصت المكسيك مالاوي،
بإصلاح النظام القانوني بالكامل لضمان امتثال الدستور وجميع التشريعات المحلية الأخرى للالتزامات والمعايير الدولية لحقوق الإنسان، وفي هذا الصدد، تعديل و/أو الانتقاص من جميع الأحكام القانونية، بما في ذلك القانون العرفي، التي تؤدي إلى التمييز، لا سيما بشأن أساس التوجه الجنسي.
أوصت فرنسا مالاوي،
بفرض وقف على إدانات العلاقات الجنسية المثلية، وبمرور الوقت، عدم تجريم المثلية الجنسية من أجل التطبيق الكامل لمبدأ المساواة وعدم التمييز بين جميع الأشخاص.
أوصت كل من كندا، ألمانيا، أستراليا، المملكة المتحدة، إيطاليا، النمسا، أيرلندا، ولوكسمبورغ عمومًا بأن تقوم مالاوي بإصلاح قانون العقوبات لإنهاء التمييز والعداء والعنف ضد الأشخاص بناءً على توجههم الجنسي أو هويتهم الجندرية.
الولايات المتحدة
أثنت على مالاوي لما أحرزته من تقدم في مواءمة تشريعاتها الوطنية مع بعض اتفاقيات حقوق الإنسان الدولية، لكنها تشعر بالقلق إزاء تجريم النشاط المثلي. وأشارت إلى أنها تعتبر أن إلغاء تجريم المثلية الجنسية جزء لا يتجزأ من الحماية المستمرة لحقوق الإنسان العالمية في مالاوي، وهو أمر ضروري للحاجة الملحة لمكافحة انتشار فيروس نقص المناعة البشرية/الإيدز.

أوصت الولايات المتحدة أن تقوم مالاوي «بإلغاء تجريم النشاط المثلي».
أوصت إسبانيا مالاوي،
بتشريع يلغي تجرين النشاط الجنسي المثلي بين البالغين المتوافقين على الجنس ويعتمد تدابير لمكافحة التحريض على الكراهية بأسباب التوجه الجنسي أو الهوية الجندرية، ويسمح بتسجيل [المنظمات غير الحكومية] ... التي تدافع عن مسائل التوجه الجنسي والهوية للجندرية دون تمييز.
أوصت سويسرا مالاوي،
بمراجعة التشريعات المحلية بهدف إلغاء تجريم العلاقات الجنسية المثلية وحظر جميع أشكال التمييز، امتثالًا لالتزامات مالاوي الدولية. الإفراج الفوري وغير المشروط عن جميع الأشخاص المحرومين من حريتهم في الوقت الحالي فقط لهذا السبب.
أوصت النرويج مالاوي،
فيما يتعلق بمسألة حقوق الأقليات الجنسية، راجع القوانين من أجل ضمان مواءمة التشريعات مع المعايير الدولية لحقوق الإنسان.

#### استجابة مالاوي للتوصيات
لم تؤيد مالاوي أي من التوصيات السابقة.
ذكرت مالاوي أنه «ليس لديها أي خطط لتشريع المثلية الجنسية. ينبغي احترام رغبات شعب ملاوي في هذا الصدد. وأشارت إلى أنه لا يوجد إجماع دولي على حقوق المثليين أو على حق المثليين في الزواج. لا ينبغي تمييز مالاوي دون مبرر والضغط عليها دون داع لتشريع المثلية الجنسية. وأشارت مالاوي إلى أن القرار بشأن حقوق المثليين التي نظرت في تبنيه الأمم المتحدة في عام 2008 قد هُزِم».
ذكرت مالاوي أنه «لم يكن هناك رهاب المثلية أو تحريض ضد المثليين. القانون يحظر ببساطة الأفعال غير الطبيعية، والتي يمكن حتى ارتكابها في علاقة جنسية بين رجل وامرأة».
وفيما يتعلق بزواج المثليين، قالت مالاوي «إنها عملية عبر المراحل، حتى في البلدان التي قدمت توصيات في هذا الصدد. تعمل لجنة القانون في مالاوي على القوانين التي تحتاج إلى تحديث.» أيضًا، «شددت مالاوي على أنه لا يوجد قانون يجرم مثل هذا الزواج، لكن قانون يحظر المخالفات غير الطبيعية. وأشار إلى خلفية مالاوي التاريخية. كانت مالاوي محمية بريطانية، وحصلت على استقلالها. وقد اعتمدت جميع القوانين السارية آنذاك، بما في ذلك تلك المتعلقة بالأفعال غير الطبيعية. وفي عام 1994، اعتمدت مالاوي دستورًا جديدًا، تم بموجبه إنشاء لجنة قانونية تم تكليفها بمهمة مراجعة جميع القوانين للتأكد من أنها كانت بما يتفق مع الدستور».
في 4 كانون الثاني/يناير 2017، شارك الآلاف من الناس في جميع أنحاء المقاطعات الثمانية والعشرين في الاحتجاجات التي قادها مؤتمر الأساقفة في مالاوي والرابطة الإنجيلية في مالاوي ضد تقنين المثلية الجنسية والإجهاض.

## ملخص
| قانونية النشاط الجنسي المثلي                                                                  | / (العقوبة: السجن لمدة تصل إلى 14 سنة للرجال ، والسجن لمدة تصل إلى 5 سنوات للنساء؛ لا يتم تطبيق القانون، تعليق وقف القانون محل خلاف عن الاستخدام منذ عام 2012 محل خلاف) |
| المساواة في السن القانوني للنشاط الجنسي                                                       | (العقوبة: السجن لمدة تصل إلى 14 سنة للرجال ، والسجن لمدة تصل إلى 5 سنوات للنساء؛ لا يتم تطبيق القانون، تعليق وقف القانون محل خلاف عن الاستخدام منذ عام 2012 محل خلاف)   |
| قوانين مكافحة التمييز في التوظيف                                                              | No |
| قوانين مكافحة التمييز في توفير السلع والخدمات                                                 | No |
| قوانين مكافحة التمييز في جميع المجالات الأخرى (تتضمن التمييز غير المباشر، خطاب الكراهية)      | No |
| قوانين مكافحة أشكال التمييز المعنية بالهوية الجندرية                                          | No |
| زواج المثليين                                                                                 | No |
| الاعتراف القانوني بالعلاقات المثلية                                                           | No |
| تبني أحد الشريكين للطفل البيولوجي للشريك الآخر                                                | No |
| التبني المشترك للأزواج المثليين                                                               | No |
| يسمح للمثليين والمثليات ومزدوجي التوجه الجنسي والمتحولين جنسيا بالخدمة علناً في القوات المسلحة | No |
| الحق بتغيير الجنس القانوني                                                                    | No |
| علاج التحويل محظور على القاصرين                                                               | No |
| الحصول على أطفال أنابيب للمثليات                                                              | No |
| الأمومة التلقائية للطفل بعد الولادة                                                           | No |
| تأجير الأرحام التجاري للأزواج المثليين من الذكور                                              | (غير قانوني للأزواج المغايرين كذلك) |
| السماح للرجال الذين مارسوا الجنس الشرجي التبرع بالدم                                          | No |